# Без љубави
Без љубави (рус. Нелюбовь) је руска ауторска драма из 2017. године, редитеља и сценаристе Андреја Звјагинцева.
Прича прати двоје родитеља у процесу развода, које играју Маријана Спивак и Алексеј Розин, чији се брак без љубави претворио у стање горчине и непријатељства. Они привремено обнављају комуникацију након што њихово једино дете Аљоша нестане и они покушавају да га пронађу.
Прича је инспирисана групом за трагање и спасавање Лиза Алерт и жељом редитеља Звјагинцева да сними филм о породици. Првобитно је био заинтересован за реализацију руске верзије шведске мини-серије из 1973. Сцене из брака, али није могао да добије потребна ауторска права. Без љубави је продуциран уз међународну подршку, након што руска влада није одобрила Звјагинцевов филм Левијатан из 2014. Филм је копродукција Русије, Француске, Белгије и Немачке. Директор фотографије Михаил Кричман користио је реалистичан стил током снимања у Москви 2016. г. Иако је Звјагинцев рекао да га политика не занима, у филм је уврстио скептичан поглед на полицијске снаге. Теме филма укључују родитељско занемаривање, стање без љубави и суморно окружење.
Без љубави је добио признање критике и освојио награду жирија на Филмском фестивалу у Кану 2017. Критичари су филм видели као задивљујућу причу о породичној кризи и изјаву о животу у Русији. Освојио је две европске филмске награде, укључујући најбољег сниматеља за Кричмана, као и награду Цезар за најбољи страни филм, а номинован је за најбољи филм на страном језику на 90. додели Оскара.

## Прича
Радња филма је смештена у октобар 2012, у Москви. Деца излазе из школе. Дванаестогодишњи дечак Аљоша шета стазом кроз шумовито подручје на периферији града. Он баца комад траке на дрво. Његови родитељи, Жења и Борис, се разводе и покушавају да продају стан. Обоје имају нове везе: Борис је са Машом, лепом младом женом која је трудна а Жења је у вези са Антоном, старијим и имућнијим човеком који има одраслу ћерку из претходног брака. Аљоша слуша свађу својих родитеља, који говоре да ниједно не жели да живи са њима у новом браку и размишљају да га сместе у сиротиште.
Једног дана након што је већину ноћи провела са Антоном, Жења схвата да Аљоша није виђен од претходног дана. Полиција верује да је Аљоша побегао и да ће се вратити кући за дан-два. Када се Аљоша не врати, волонтерска група специјализована за спасавање несталих особа преузима случај и почиње да трага за дечаком. Једини рођак код којег је Аљоша могао да потражи уточиште је Жењина отуђена мајка, која живи на неколико часова удаљености од њих. Борис и Жења посећују Жењину мајку; њихово путовање је испрекидано расправама. На повратку кући, Жења и Борис се поново свађају; Жења каже да је њен брак са Борисом био грешка и да је требало да абортира; каже и да осећа сажаљење према Маши. Борис у бесу зауставља кола и тера је да настави сеоским путем пешице.
Полиција се поново укључује у потрагу за Аљошом. Након безуспешне претраге напуштене зграде коју је Аљошин пријатељ Кузњецов идентификовао као њихово скровиште, Жења и Борис одлазе у мртвачницу да виде остатке неидентификованог детета чији опис одговара Аљошином. Оба родитеља поричу да је тело унакаженог детета припадало њиховом сину, након чега се обоје расплачу.
Пролази одређено филмско време. Стан Бориса и Жење је продат, радници уклањају намештај и уређаје у Аљошиној старој соби. На улицама плакати о нестанку Аљоше изгледају старо и избледело. Године је 2015, Борис сада живи са Машом и њиховим малим сином, према којима се односи хладно, док се Жења преселила код Антона. Три године након његовог нестанка, на шумовитој стази којом је Аљоша ишао кући из школе, трака траке коју је бацио на дрво остаје као доказ његовог живота.

## Улоге
| Глумац            | Улога        |
| ----------------- | ------------ |
| Марија Спивак     | Жења         |
| Алексеј Розин     | Борис        |
| Матвеј Новиков    | Аљоша        |
| Алексеј Фатов     | Иван         |
| Марина Васиљева   | Маша         |
| Андирс Кејш       | Антон        |
| Наталија Потапова | Жењина мајка |
| Сергеј Борисов    | Детектив     |

## Теме и интерпретације
Критичар Адам Најман је тврдио да је тема Без љубави „занемаривање” и да Аљоша представља „изгубљену невиност друштва дубоко у муци самозадубљења”. Рафаел Абрахам Фајненшал тајмса изјавио је да иако су Жења и Борис хуманизовани, они су „у најбољем случају расејани, у најгорем криминално занемарени”. Аљоша може бити пример „нежељеног или непризнатог детета” које се често виђа у Звјагинцевовој филмографији, каже рецензент Ентони Лејн. Ерик Хајнс је Борисове и Жењине мане сажео као „празност”, „самопоштовање” и „мржњу према себи”. Писац Филмског журнала Сими Хорвиц такође је рекао да је Жења нарцис „који спроводи потенцијалне купце стана као да [Аљоша] није ту”. Прича је испричана са „интензивним детаљима ” поређеним са радом Ингмара Бергмана и Августа Стриндберга.
У својој рецензији, Марк Кермод је оценио полицију као „безбрижну и неефикасну”, рекавши да ово одражава тему уобичајену у целом Звјагинцевовом раду, али је додао да је тим за потрагу и спасавање понудио контраст; „Волонтери су пристојни и вођени, њихова стоичка мисија је у супротности са дехуманизирајућим циклусом живота у предграђу”. Кермод је додао да Жења и Борис постају огорчени само након што Аљоша нестане, ескалирајући своју „безљубљеност”, „државу... у којој се (речено нам) једноставно не може живети” Хајнс је тврдио да се Борис и Жења не развијају као ликови након што Аљоша нестане, већ постају свесни „понора” у себи. Критичарка Лесли Фелперин рекла је да се извор Жењине горчине открива у њеној позадини када посећује мајку. Жењина мајка такође може да живи у стању нељубљова („без љубави” у енглеском преводу) према критичару Роберту Келеру; руска реч се пре односи на стање „анти-љубави” пре него на одсуство љубави.
Поставка и време такође наводе као теме, које су, према Хорвицу, „укорењене у необичном руском пејзажу, егзистенцијалном и дословном”, што је пример „тмурног, снежног дана” који чини позадину пролога. Зимска шума представљена у прологу преноси „језиви ваздух готичке бајке” по Абрахамовом мишљењу; употреба кинематографије у почетним сценама такође може дати камери „независност кретања”; Хајнс га је приметио како „зумира у расцеп дрвета, померајући се према небу од његовог подножја”. Касније у причи, снежне падавине прете потрази. Хорвиц је такође сматрао да је унутрашњост резиденција "опресивна и негостољубива". Фелперин је напуштену зграду посматрао као симбол, са поломљеним стаклом и празним базеном који „почиње да личи на масовну гробницу, али ону која никада не може да прими све бегунце нације”.
The Economist je сматрао да су верске и политичке теме мање важне у Нељубљову него у Звјагинцевљевом филму Левијатан из 2014.; док је Борисов послодавац побожни руски православац, ово није преовлађујућа тема и „држава је више одсутна него корумпирана”. Борис је престрављен да ће га послодавац казнити због развода, на верској основи. Келер је изједначио неефикасност полиције са руском државом. Роби Цоллин је тврдио да Без љубави има „велики значај”, напомињући да прича почиње тако што се Руси плаше краја света током феномена 2012. године, а завршава се тако што Жења носи одећу на којој је истакнута реч „Русија” док трчи на траци за трчање. Колин је тумачио лик Жење као „праву мајку Русију 21. века, која никуда не иде, али је непоколебљиво закључана на свом курсу”. Звјагинцев је рекао да је „руска” одећа била популарна током Зимских олимпијских игара 2014. и није требало да изједначи Жењу са мајком Русијом. Келер је уместо тога посматрао Жењину мајку као представника Мајке Русије.
Према Питеру Рајнеру, Без љубави је „можда [Звјагинцевова] најопсежнија оптужница руског друштва”, с обзиром да страхови од краја света доводе до случаја нестале особе. Рајнер је писао: „Аљоша, са својим мрзовољним, молећивим лицем, није само изгубљени дечак: у терминима филма, он такође представља губитак нечег духовно значајног у савременој Русији”. Келер је тумачио оштећену породицу приказану на филму као производ великог друштва у пропадању. Према Венлеи Мау, „Тешко је не видети Без љубави као замену за шири проблем Русије — обећања Перестројке и Гласности и реформи напретка које су донете, напретка који је од тада разводњен поделама, апатијом и стањем без душе”. Према Келеровим речима, филм негативно приказује модерну Русију у сцени ресторана у којој младићи и девојке размењују бројеве телефона и праве групне селфије.

## Продукција

### Развој
Продуцент Александар Родњански рекао је да је Без љубави замишљен као одраз "руског живота, руског друштва и руске муке", али је такође требало да буде повезан са другим земљама. Родњански је такође рекао да је жеља да се погледа породица била почетна тачка у концепцији приче и да је редитељ и сценариста Андреј Звјагинцев почео да пише причу док је био у посети Сједињеним Државама 2015. Звјагинцев је рекао да је филм почео као покушај римејка Сцене из брака, мини серије Ингмара Бергмана из 1973. Звјагинцев је тврдио да је упознао Бергмана у Фореу 2003. године, где су разговарали о римејку мини серије. Неуспешан покушај да се откупе права на минисерију натерао је писце Олега Негина и Звјагинцева да прецртају радњу, одлучивши да је заснују на вестима о тиму за потрагу и спасавање Лиза Алерт. Негин је Звјагинцеву предложио Нељубов, за коју је редитељ рекао да је руска реч која се односи и на недостатак љубави и на тешко духовно стање. О грешној природи главних ликова, Звјагинцев је рекао:
Никада их нисам доживљавао као чудовишта... Они су само људи, као и сви ми, то је наш одраз, а у неким цртама њихових карактера видео сам и себе. Ове приче потичу из личног искуства и прича Олега Негина, мог коаутора, и других људи..
Док је Звјагинцев тврдио да није заинтересован за политику, његова прича одражава његово уверење да „савременој полицији није стало до људи”. Касније је рекао да је Без љубави „претерано политизована”. Одлучио је да започне причу у октобру 2012. године, што је, како је рекао, била тачка када је руски народ био оптимистичан у погледу корисних политичких реформи, која се завршила разочарањем 2015. Филм укључује и референце на рат у Донбасу. Док се сукоб помиње у руској пропаганди, Звјагинцев је рекао да су његови филмови против владе и да су сцене имале за циљ да прикажу животе његових ликова.
Редитељев ранији филм Левијатан, о корупцији у Русији, добио је 35% буџета од руског Министарства културе. Међутим, Без љубави је направљен без финансијске подршке  владе јер Министарство културе није одобрило Левијатана када је завршен. Продуценти нису тражили нити добили било какву понуду државне подршке за Без љубави, рекао је Звјагинцев. Уместо тога продукција филма се обратила за финансирање од Глебу Фетисову и страних компанија, укључујући Why Not Productions из Француске и Les Films du Fleuve из Белгије.

### Кастинг
Звјагинцев је рекао да је природно да Алексеј Розин тумачи лик Бориса јер су он и Розин раније два пута радили заједно. Филмска екипа је провела четири месеца радећи на кастингу за лик Жење, за коју је Маријана Спивак била раније кандидат, да би на крају и добила улогу. Спивак је рекла да је искористила прилику за главну улогу у филму и шансу да ради са Звјагинцевом. Спивакова се питала да ли њен лик заиста не воли свог сина; тумачила је улогу двосмислено, с обзиром на сложеност Жењиних емоција. Жеља редитеља да убаци непознате глумце довела је до избора Сергеја Бадичкина за Борисовог сарадника.
Филмска екипа је током процеса кастинга тестирала 250 деце за улогу Аљоше, од којих је  у ужи избор ушло оквирно шесторо. Тражили су од кандидата да прикажу Аљошу како плаче док се његови родитељи свађају; Матвеј Новиков је добио улогу Аљоше, а други најбољи кандидат, Артјом Жигулин, добио је улогу Кузњецова.

### Снимање
Главно снимање почело је у лето 2016. Снимање је обављено у Москви, на локацији, у становима и у некоришћеној згради која је коришћена за приказивање потраге. Неискоришћена зграда је била напуштена „палата културе” коју је пронашао извиђач локације. Река Сходња је такође коришћена као локација.
Звјагинцев и његов сниматељ Михаил Кричман користили су оштро осветљење и шему боја са десатурисаном сивом и смеђом бојом.
Кричман је рекао да је за циљ свог рада имао реализам, за шта је користио дигиталну камеру Ари Алека која је била мање у покрету у односу на глумце. У просеку, филмски ствараоци су снимили дванаест покушаја (тејкова) за сваку сцену, а Кричман је рекао да је за неке сцене потребно до двадесет осам покушаја. Сцена у којој Матвеј Новиков трчи низ ходник снимљена је помоћу долија; снимање је трајало више од четири сата због потешкоћа са осветљењем.
Током снимања, чланови руске групе за трагање и спасавање Лиза Алерт саветовали су филмске ствараоце и позајмили своју опрему за коришћење на екрану. Тело мртвог детета приказано у сцену у мртвачници је било вештачки прављено. Филмски ствараоци су користили фотографије Ени Либовиц као уметничку инспирацију на сцене секса.
За уводну сцену у школи, Звјагинцев је дао инструкције екипи да снима празно двориште један минут пре него што екипа пусти децу глумце да оду, упућујући их да не гледају у камеру. За сцену плача Матвеја Новикова, Новиков није добио тај део сценарија и није знао шта његов лик чује, али га је Звјагинцев упутио; „Замисли да јако жудиш за нечим, играчком, бициклом, а онда замисли да то нећеш добити”. Сцена је снимљена са осам покушаја.

### Постпродукција
Музику за филм су компоновали Евгенија и Саше Галперина, који су написали музику након што су чули синопсис приче, али без гледања филма или читања сценарија. Евгени Галперине је рекла да је комад „11 циклуса Е” написан као интерпретација уско фокусираних мисли родитеља о проналажењу несталог детета.
Филм је још увек био недовршен када је изабран 13. априла 2017. за приказивање на Канском фестивалу следећег маја. Током наредног месеца завршено је уређивање готове верзије; Закашњење процеса Звјагинцев је описао као „екстремне околности”.

### Дистрибуција
Без љубави се такмичио за Златну палму у главној такмичарској секцији на Филмском фестивалу у Кану маја 2017. г. Филмски ствараоци и дистрибутери нису могли да пронађу речи за наслов Нељубов, на енглеском или француском, и изабрали су Loveless и Faute d'amour. Beijing WeYing Technology је стекла права дистрибуције у Кини, а Altitude Film Distribution је купила права за објављивање у Уједињеном Краљевству. Потом је одабран за приказивање на Међународном филмском фестивалу у Новом Зеланду 2017. у јулу и Сарајевском Филмском Фестивалу у августу. У септембру исте године је приказан на Међународном филмском фестивалу у Торонту.
Филм је приказан у Русији 1. јуна 2017, при чему су се дистрибутери ослањали на Кан да повећа интересовање за филм док су тражили приказивање у биоскопима пре него што је онлајн пиратерија постала широко распрострањена. Његово француско издање уследило је 20. септембра 2017. Објављен је у Уједињеном Краљевству 24. јануара 2018. Sony Pictures Classics је купио северноамеричка права на дистрибуцију, пуштајући га у Њујорк и Лос Анђелес у фебруару 2018. Дана 21. фебруара 2018. поново је приказан у руским биоскопима.
Дана 23. јануара 2018,  Pyramide Vidéo је објавио филм на ДВД-у у Региону 2 као део бокссета Звјагинцевљових филмова. Sony Pictures Home Entertainment је 12. јуна 2018. објавио филм у Региону 1 на ДВД-у и Блу-реју.

## Пријем

### Зарада
Током две недеље приказивања у Русији, Без љубави је зарадио 100 милиона рубаља. У Француској је филм отворен 20. септембра 2017. и привукао је 10.000 гледалаца. Према Сонију, прве недеље објављивања у Северној Америци Без љубави је зарадио 30.950 долара, у просеку 10.317 долара по локацији. У другој и трећој недељи приказивања у САД, Без љубави је зарадио 65.457 долара, у просеку 5.455 долара по локацији приказивања; и 60.583 долара, у просеку 2.423 долара по локацији.
У Русији је филм зарадио 2 милиона долара до фебруара 2018, са 350.000 гледаоца. Филм је зарадио 4.885.296 долара на глобалном нивоу.

### Критичка рецепција
Љубљов има позитивну оцену 95% на порталу Rotten Tomatoes, на основу 184 прегледа, са просечном оценом 8.30/10. Консензус критичара на порталу наводи, „Без љубави користи свој задивљујући портрет породице у кризи да понуди коментаре који изазивају размишљање о савременом животу у Русији - и свету ван њених граница.” Филм има оцену 86 од 100 на порталу Метакритик, засновану на 33 критике.
У Кану, Питер Хауел који пише за Торонто Стар похвалио је Без љубави као „мајсторски суморан” и подржао га за Златну палму. На Rogerebert.com, Бен Кенигсберг је предвидео да ће освојити Златну палму, назвавши филм "строгим и лепим, лежерним, али убедљивим". За Вариајети, Овен Глеиберман описао је филм „убедљивим и забрањујућим” и „злослутним, одјекујућим погледом” на „кризу емпатије у сржи културе” у савременом руском друштву. Питер Бредшо му је дао пет звездица у Гардијану, хвалећи га као „оштру, мистериозну и застрашујућу причу”. Кирил Разлогов је за Известија прокоментарисао је реалистичан приказ заједничког живота и мржње ликова. Лесли Фелперин из Холливоод Репортера је приметила: интензитет, избегавање грубог приступа многим питањима – укључујући испитивање недостатка друштвених веза унутар технолошког друштва – и начине на које се штетни односи преносе кроз породичне историје. У Дејли Телеграфу, Роби Цоллин је филму доделио пет звездица, наводећи да је филм „беспрекоран и немилосрдан”, и упоредио његово отварање са злослутним прологом филма Не окрећи се из 1973. године Ерик Кон му је да оценуо Б у Инди Вајер и и рекао да је филм лошију спрам Звјагиценвљевог ранијег филма Левијата. На порталу vulture.com, Емили Иосхида је Без љубави назвала „грозним” филмом са неприкладним ликовима и недостатком фокуса да би се представила кохерентна поента, и додала је да позитивно то што је инспирисао захвалност код људи који нису живели под владавином руског председника Владимира Путина.
Након приказивања на филмском фестивалу у Кану, руски критичар Андреј Плахов написао је да филм ефикасно преноси поезију и тугу. У Француској, Жак Манделбаум из Монда је рекао да је Звјагинцев успоставио мрачан тон у којем ликови не успевају због своје себичности и негативности. Пијер Вавасеур који пише за Le Parisien, похвалио је изглед филма. За Les Inrockuptibles Винцент Остриа је назвао Без љубави једним од најбољих филмова редитеља Звјагинцева, коментаришући патос наслова. У Белгији, Фабијан Брадфер из Le Соира хвалила је Звјагинцева као мајстора, а Без љубави као луцидан и интиман филм. У немачком листу Шигел, Каролин Вајднер се усредсредила на себичну природу ликова родитеља и њихову несвесност о нестанку свог сина, и протумачила то као параболу Русије умотану у феномен из 2012. године. У Der Tagesspiegel Андреа Буше је акцентовао важност дијалога о апокалиптичним страховима из 2012. приказан у филму и сматрао је Без љубави за нихилистичко дело.
Неки критичари су упоредили Без љубави са филмом који је био главна уметничка инспирација, Бергманове Сцене из брака. Критичар Лос Анђелес Тајмса Џастин Чанг назвао је филм „сјајним снимком савремене руске слабости”. За Њујорк Тајмс, Жанет Кецули коментарисала је атмосферу и напету кинематографију. Мајк Д'Анђело је написао у The A.V. Club-у да је Без љубави, уз вести о наводном хаковању од стране руске владе након америчких председничких избора 2016. године, показао да су цивили у Русији такође несрећни под њеном владом. Ентони Лејн, у позитивној рецензији за Њујоркер, приметио је мрачну причу филма, али је сматрао да је „пружа више задовољства а него што је суморна”. Критичар Дејвид Ерлих назвао је партитуру Евгенија и Саше Галперина за девету најбољу филмску музику у 2017, посебно похваливши „11 циклуса Е” као „упечатљиве”.

## Награде и номинације
- Кански филмски фестивал - награда жирија, најбољи страни филм[76]
- Награда Сезар - најбољи страни филм[77][78]
- Асоцијација филмских критичара Белгије - награда за најбољи филм на страном језику
- Асоцијација филмских критичара Лос Анђелеса - награда за најбољи филм на страном језику
- Камераимаж - Сребрна жаба (награда за кинематографију)
- Европске филмске награде - најбоља кинематографија, најбољи композитор[79]
- Златни орао - награда за најбољу режију
- Међународни филмски фестивал у Минхену - награда за најбољи страни филм
- Међународни филмски фестивал у Адани - награда за најбољи стран филм
- Asia Pacific Screen Awards - награда за најбољег редитеља[80]
- Награда на Загребачком филмском фестивалу[81]